# Семевские
Семевские — русский дворянский род.

## Происхождение и история рода
По семейному преданию, род переселился из Белоруссии в Торопецкий уезд во второй половине XVIII века. Род Семевских внесён во вторую часть родословных книг Санкт-Петербургской, Псковской и Новгородской губерний.
- Степан Семевский, белорусский дворянин, был архимандритом Пржеменецким в 1560 г.
- Иван Семевский был сначала пётрковским градским писарем (1618), затем мечным серадским (1629), послом на сейме 1629 г. и депутатом на коронном трибунале 1631—1635.

Род Семевских наиболее прославили два брата — знаменитые историки, журналисты и общественные деятели. Василий Иванович Семевский (1848—1916), русский историк народнической ориентации, он был основателем журнала «Голос минувшего». Михаил Иванович Семевский (1837—1892), русский историк и журналист, основатель и редактор журнала «Русская старина».

## Описание герба
Щит пересечен. Вверху в червленом поле древние открытые золотые ясли. Внизу в лазуревом поле рука в латах держит меч. Над щитом дворянский коронованный шлем с тремя страусовыми перьями. Намет: лазуревый, подложенный серебром.
Герб Семевских (изм. Лещиц) внесён в Часть 13 Сборника дипломных гербов Российского Дворянства, невнесённых в Общий Гербовник, стр. 23. Дата обращения: 7 июня 2013. Архивировано 8 июня 2013 года..

## Известные представители
- Семевский, Борис Николаевич (1907—1976) — советский экономико-географ
- Семевский, Василий Иванович (1848—1916) — русский историк крестьянства, журналист, общественный деятель.
- Семевский, Владимир Николаевич (1898—1968) — советский учёный в области горного дела, организатор производства, профессор.
- Семевский, Михаил Иванович (1837—1892) — русский историк, журналист, общественный деятель
- Семевский, Николай Анатольевич (1898—1971) — советский тифлопедагог